# 313 v.Chr.
Het jaar 313 v.Chr. is een jaartal volgens de christelijke jaartelling.

## Gebeurtenissen

### Griekenland
- Antigonus I verovert de havenstad Tyrus, de Griekse kolonies komen tegen het Macedonische gezag in opstand.
- Demetrius Poliorcetes verovert Boeotië en Fokida, op het eiland Euboea worden de Macedoniërs verdreven.
- Polyperchon verovert op de Peloponnesos de stad Korinthe, Antigonus I sluit een verbond met Rhodos.
- Ptolemaeus I onderdrukt een opstand in Cyrene, de Aetoliërs worden door Cassander verslagen.